# Marion (Kentucky)
Marion város az USA Kentucky államában. Lakosainak száma 2916 fő (2020. április 1.).

## Népesség
A település népességének változása:
| Lakosok száma | 3196 | 3039 | 2916 |
|               | 2000 | 2010 | 2020 |